# Чемпіонат світу з футболу 2014 (кваліфікаційний раунд, УЄФА, група I)
Кваліфікаційний раунд чемпіонату світу з футболу 2014 в зоні УЄФА у Групі I визначив учасника ЧС-2014 у Бразилії від УЄФА. Ним стала збірна Іспанії, Франція вийшла до стадії плей-оф кваліфікаційного турніру.

## Турнірна таблиця
| М  | Команда   | І | В | Н | П | МЗ | МП | РМ  | О  |
| -- | --------- | - | - | - | - | -- | -- | --- | -- |
| 1. | Іспанія   | 8 | 6 | 2 | 0 | 14 | 3  | +11 | 20 |
| 2. | Франція   | 8 | 5 | 2 | 1 | 15 | 6  | +9  | 17 |
| 3. | Фінляндія | 8 | 2 | 3 | 3 | 5  | 9  | −4  | 9  |
| 4. | Грузія    | 8 | 1 | 2 | 5 | 3  | 10 | −7  | 5  |
| 5. | Білорусь  | 8 | 1 | 1 | 6 | 7  | 16 | −9  | 4  |

## Результати матчів
Розклад матчів був узгоджений на зустрічі в Парижі, Франція 23 вересня 2011.
| 7 вересня 2012 21:00 UTC+4 |

| Грузія         | 1 – 0           | Білорусь |
| -------------- | --------------- | -------- |
| Окріашвілі 51' | Протокол(англ.) |          |

| Стадіон імені Бориса Пайчадзе, Тбілісі Глядачів: 28 000 Арбітр: Станіслав Тодоров (Болгарія) |

| 7 вересня 2012 21:30 UTC+0 |

| Фінляндія | 0 – 1           | Франція   |
| --------- | --------------- | --------- |
|           | Протокол(англ.) | Діабі 20' |

| Олімпійський, Гельсінкі Глядачів: 35 111 Арбітр: Крейг Томсон (ШОтландія) |

| 11 вересня 2012 21:30 UTC+4 |

| Грузія | 0 – 1           | Іспанія      |
| ------ | --------------- | ------------ |
|        | Протокол(англ.) | Сольдадо 86' |

| Стадіон імені Бориса Пайчадзе, Тбілісі Глядачів: 70 000 Арбітр: Свен Оддвар Моен (Норвегія) |

| 11 вересня 2012 21:00 UTC+2 |

| Франція                       | 3 – 1           | Білорусь   |
| ----------------------------- | --------------- | ---------- |
| Капу 49' Жалле 68' Рібері 80' | Протокол(англ.) | Путило 72' |

| Стад де Франс, Сен-Дені Глядачів: 55 000 Арбітр: Хюсейн Гочек (Туреччина) |

| 12 жовтня 2012 18:30 UTC+3 |

| Фінляндія      | 1 – 1           | Грузія    |
| -------------- | --------------- | --------- |
| Гямяляйнен 63' | Протокол(англ.) | Кашіа 56' |

| Олімпійський, Гельсінкі Глядачів: 12 607 Арбітр: Євген Арановський (Україна) |

| 12 жовтня 2012 21:00 UTC+3 |

| Білорусь | 0 – 4           | Іспанія                       |
| -------- | --------------- | ----------------------------- |
|          | Протокол(англ.) | Альба 12' Педро 21', 69', 72' |

| Динамо, Мінськ Глядачів: 30 000 Арбітр: Серж Гуменни (Бельгія) |

| 16 жовтня 2012 19:00 UTC+3 |

| Білорусь              | 2 – 0           | Грузія |
| --------------------- | --------------- | ------ |
| Брессан 6' Драгун 28' | Протокол(англ.) |        |

| Динамо, Мінськ Глядачів: 15 300 Арбітр: Роберт Шергенгофер (Австрія) |

| 16 жовтня 2012 21:00 UTC+2 |

| Іспанія   | 1 – 1           | Франція    |
| --------- | --------------- | ---------- |
| Рамос 25' | Протокол(англ.) | Жіру 90+4' |

| Естадіо Вісенте Кальдерон, Мадрид Глядачів: 46 825 Арбітр: Фелікс Брих (Німеччина) |

| 22 березня 2013 20:45 UTC+1 |

| Іспанія   | 1 – 1           | Фінляндія |
| --------- | --------------- | --------- |
| Рамос 49' | Протокол(англ.) | Пуккі 79' |

| Ель Моліньйон, Хіхон Глядачів: 28 000 Арбітр: Овідіу Гацеган (Румунія) |

| 22 березня 2013 21:00 UTC+1 |

| Франція                             | 3 – 1           | Грузія        |
| ----------------------------------- | --------------- | ------------- |
| Жіру 45+1' Вальбуена 47' Рібері 61' | Протокол(англ.) | Кобахідзе 71' |

| Стад де Франс, Сен-Дені Глядачів: 71 147 Арбітр: Іван Бебек (Хорватія) |

| 26 березня 2013 21:00 UTC+1 |

| Франція | 0 – 1           | Іспанія   |
| ------- | --------------- | --------- |
|         | Протокол(англ.) | Педро 58' |

| Стад де Франс, Сен-Дені Арбітр: Віктор Кашшаї (Угорщина) |

| 7 червня 2013 19:00 UTC+3 |

| Фінляндія      | 1 – 0           | Білорусь |
| -------------- | --------------- | -------- |
| Шитов 57' (аг) | Протокол(англ.) |          |

| Олімпійський, Гельсінкі Глядачів: 24 916 Арбітр: Елі Хацмон (Ізраїль) |

| 11 червня 2013 20:00 UTC+3 |

| Білорусь      | 1 – 1           | Фінляндія |
| ------------- | --------------- | --------- |
| Верховцов 85' | Протокол(англ.) | Пуккі 24' |

| Центральний, Гомель Арбітр: Лібор Коваржик (Чехія) |

| 6 вересня 2013 21:15 UTC+3 |

| Грузія | 0 – 0           | Франція |
| ------ | --------------- | ------- |
|        | Протокол(англ.) |         |

| Динамо Арена, Тбілісі Глядачів: 25 000 Арбітр: Фират Айдинус (Туреччина) |

| 6 вересня 2013 21:30 UTC+3 |

| Фінляндія | 0 – 2           | Іспанія               |
| --------- | --------------- | --------------------- |
|           | Протокол(англ.) | Альба 19' Негредо 86' |

| Олімпійський, Гельсінкі Глядачів: 37 492 Арбітр: Іван Бебек (Хорватія) |

| 10 вересня 2013 21:00 UTC+4 |

| Грузія | 0 – 1           | Фінляндія              |
| ------ | --------------- | ---------------------- |
|        | Протокол(англ.) | Р. Єременко 74' (пен.) |

| Стадіон ім. Міхеїла Месхі, Тбілісі Глядачів: 15 000 Арбітр: Леонтіос Тратту (Кіпр) |

| 10 вересня 2013 22:00 UTC+3 |

| Білорусь                  | 2 – 4           | Франція                                    |
| ------------------------- | --------------- | ------------------------------------------ |
| Филипенко 32' Калачов 58' | Протокол(англ.) | Рібері 47' (пен.), 64' Насрі 70' Погба 73' |

| Центральний, Гомель Глядачів: 12 203 Арбітр: Даніеле Орсато (Італія) |

| 11 жовтня 2013 22:00 UTC+2 |

| Іспанія              | 2 – 1           | Білорусь       |
| -------------------- | --------------- | -------------- |
| Хаві 61' Негредо 78' | Протокол(англ.) | Корніленко 89' |

| Іберостар, Пальма Арбітр: Бас Нейгуйс (Нідерланди) |

| 15 жовтня 2013 21:00 UTC+2 |

| Франція                               | 3 – 0           | Фінляндія |
| ------------------------------------- | --------------- | --------- |
| Рібері 8' Тойвіо 76' (аг) Бензема 87' | Протокол(англ.) |           |

| Стад де Франс, Сен-Дені Арбітр: Міхаель Кукулакіс (Греція) |

| 15 жовтня 2013 21:00 UTC+2 |

| Іспанія              | 2 – 0           | Грузія |
| -------------------- | --------------- | ------ |
| Негредо 26' Мата 61' | Протокол(англ.) |        |

| Карлос Бельмонте, Альбасете Арбітр: Флоріан Маєр (Німеччина) |

## Бомбардири
5 голів
| - Франк Рібері |

4 голи
| - Педро |

3 голи
| - Альваро Негредо |

2 голи
| - Жорді Альба - Серхіо Рамос | - Теему Пуккі | - Олів'є Жіру |